# Gregorijanski napev
Gregorijanski napev je centralna tradicija zapadnog napeva, oblik monofone, svete pesme bez pratnje na latinskom (a ponekad grčkom) rimokatoličke crkve. Gregorijansko napevanje se razvijalo uglavnom u zapadnoj i srednjoj Evropi tokom 9. i 10. veka, sa kasnijim dodacima i uređivanjima. Iako popularna legenda pripisuje zasluge papi Grguru I za izum gregorijanskog napeva, naučnici veruju da je ova muzička forma nastala iz kasnije karolinške sinteze rimskog i galicijskog pojanja.
Gregorijanski napevi su bili inicijalno organizovani u četiri, zatim osam, a na kraju i 12 modova. Tipične melodijske karakteristike uključuju karakteristični ambitus, a takođe i karakteristične intervalske obrasce u odnosu na referentni mod finala, incipse i kadence, upotrebu recitovanja tonova na određenoj udaljenosti od finala, oko koje se okreću ostale note melodije, i rečnik muzičkih motiva isprepletenih kroz proces zvan centonizacija da bi se stvorile porodice povezanih napeva. Obrasci skale su organizovani prema pozadinskom obrascu koji je formiran od konjunkcijskih i disjunktivnih tetrahorda, stvarajući veći tonski sistem nazvan gamut. Pesme se mogu otpevati pomoću šesterokranih obrazaca koji se nazivaju heksahordi. Gregorijanske melodije tradicionalno se pišu koristeći neume, rani oblik muzičke notacije iz kojeg se razvio moderni notni sistem sa četiri i pet linija. Višeglasna razrada gregorijanskog pevanja, poznata kao organum, bila je rana faza u razvoju zapadne polifonije.
Gregorijanske napeve su tradicionalno pevali horovi muškaraca i dečaka u crkvama, ili muškarci i žene verskih redova u njihovim kapelama. To je muzika rimskog obreda, izveđena pri misama i monaškim ritualima. Iako je gregorijansko pevanje zamenjeno ili marginalizovano ostalim autohtonim tradicionalnim oblicima pevanja hrišćanskog Zapada, ono je zvanična muzika hrišćanske liturgije. Ambrozijski napev se i dalje koristi u Milanu, a postoje muzikolozi koji istražuju napeve i Mozarabsko pevanje hrišćanske Španije. Mada grgorijanski napevi više nisu obavezni, rimokatolička crkva ih i dalje zvanično smatra muzikom najprikladnijom za bogosluženje. Tokom 20. veka, gregorijansko napevanje je prošlo kroz muzikološki i popularni preporod.

## Istorija
Pevanje je deo hrišćanske liturgije od najranijih dana Crkve. Sve do sredine 1990-ih bilo je široko prihvaćeno da je psalmodija drevnog jevrejskog obožavanja značajno uticala i doprinela ranom hrišćanskom ritualu i napevanju. Ovo gledište više nije opšte prihvaćeno od strane naučnika, zbog analize koja pokazuje da većina ranih hrišćanskih himni nije imala psalme za tekstove i da se psalmi nisu pevali u sinagogama vekovima nakon razaranja Drugog hrama 70. godine. Međutim, rani hrišćanski obredi su uključivali elemente jevrejskog obožavanja koji su preživeli u kasnijoj tradiciji pojanja. Kanonski časovi imaju svoje korene u jevrejskim molitvenim časovima. „Amin“ i „aleluja“ potiču od hebrejskog, a trostruko „sanctus“ potiče od trostrukog „kadoša“ Keduša.
U Novom zavetu se pominje pevanje himni tokom Tajne večere: „Kad otpevaše, iziđoše na goru Maslinsku“ (Matthew 26.30). Drugi drevni svedoci kao što su papa Kliment I, Tertulijan, sveti Atanasije i Egerija potvrđuju tu praksu, iako na poetičan ili nejasan način koji baca malo svetla na to kako je muzika zvučala tokom ovog perioda. Grčka „Oksirinhova himna“ iz 3. veka je preživela sa notnim zapisima, ali je veza između ove himne i svetske tradicije neizvesna.
Muzički elementi koji će se kasnije koristiti u rimskom obredu počeli su da se pojavljuju u 3. veku. Apostolsko predanje, koje se pripisuje teologu Ipolitu, svedoči o pevanju alelskih psalama sa Alilujom kao refrenom u ranohrišćanskim praznicima agape. Napevi Službe, pevani na kanonskim časovima, imaju svoje korene u ranom 4. veku, kada su pustinjski monasi posle Svetog Antonija uveli praksu neprekidnog psalmopisa, pevajući kompletan ciklus od 150 psalama svake nedelje. Oko 375. godine antifonska psalmodija je postala popularna na hrišćanskom istoku. Godine 386, sveti Amvrosije je uveo ovu praksu na Zapadu. U petom veku u Rimu je osnovana škola pevanja, Schola Cantorum, koja je pružala obuku u crkvenom muziciranju.

## Literatura
- Graduale triplex. 1979. ISBN 978-2-85274-094-5.. Tournai: Desclée& Socii.
- Graduale Novum. ISBN 978-3-940768-15-5., Libreria Editrice Vaticana 2011
- Graduale Lagal. ISBN 90-800408-2-7. (1984 / 1990) Chris Hakkennes, Stichting Lagal Utrecht
- Liber usualis (1953). Tournai: Desclée& Socii.
- Liber Usualis (1961) in PDF format (115 MB)
- Apel, Willi (1990). Gregorian Chant. Bloomington, Indiana: Indiana University Press. ISBN 978-0-253-20601-5.
- Bewerunge, H. (1913). „Gregorian Chant”.  Ур.: Herbermann, Charles. Catholic Encyclopedia. New York: Robert Appleton Company.
- Ian D. Bent; David W. Hughes; Robert C. Provine; Rastall, Richard; Kilmer, Anne; Hiley, David; Szendrei, Janka; Thomas B. Payne; Bent, Margaret; Geoffrey Chew.  L. Macy, ур. Notation. Grove Music Online.
- Crocker, Richard (1977). The Early Medieval Sequence. University of California Press. ISBN 978-0-520-02847-0.
- Dyer, Joseph. „Roman Catholic Church Music”. Grove Music Online, ed. L. Macy. стр. Section VI.1. Архивирано из оригинала 16. 05. 2008. г. Приступљено 28. 6. 2006.
- Grout, Donald (1960). A History of Western Music. New York: W. W. Norton & Co. ISBN 978-0-393-09537-1.
- Hiley, David (1990). „Chant”.  Ур.: Brown, Howard Mayer; Sadie, Stanley. Performance Practice: Music before 1600. New York: W.W. Norton & Company. стр. 37–54. ISBN 978-0-393-02807-2.
- Hiley, David (1995). Western Plainchant: A Handbook. Clarendon Press. ISBN 978-0-19-816572-9.
- Hoppin, Richard, ур. (1978). Anthology of Medieval Music. W. W. Norton & Company. ISBN 978-0-393-09080-2.
- Hoppin, Richard (1978). Medieval Music. W. W. Norton & Company. ISBN 978-0-393-09090-1.
- Le Mée, Katharine (1994). Chant: The Origins, Form, Practice, and Healing Power of Gregorian Chant. Harmony. ISBN 978-0-517-70037-2.
- Levy, Kenneth. „Plainchant”. Grove Music Online, ed. L. Macy. стр. Section VI.1. Архивирано из оригинала 16. 05. 2008. г. Приступљено 20. 1. 2006.
- Mahrt, William P. „Gregorian Chant as a Paradigm of Sacred Music”. Sacred Music. 133 (3): 5—14.
- Mahrt, William P. (2000). „Chant”.  Ур.: Duffin, Ross. A Performer's Guide to Medieval Music. Bloomington, Indiana: Indiana University Press. стр. 1—22. ISBN 978-0-253-33752-8.
- McKinnon, James, ур. (1990). Antiquity and the Middle Ages. Prentice Hall. ISBN 978-0-13-036153-0.
- McKinnon, James W. „Christian Church, music of the early”. Grove Music Online, ed. L. Macy. Архивирано из оригинала 16. 05. 2008. г. Приступљено 11. 7. 2006.
- Neuls-Bates, Carol, ур. (1996). Women in Music. Boston: Northeastern University Press. ISBN 978-1-55553-240-6.
- Novum, Canticum. „Lessons on Gregorian Chant: Notation, characteristics, rhythm, modes, the psalmody and scores”. Архивирано из оригинала 16. 6. 2006. г. Приступљено 11. 7. 2006.
- Parrish, Carl (1986). A Treasury of Early Music. Mineola, New York: Dover Publications, Inc. ISBN 978-0-486-41088-3.
- Robinson, Ray, ур. (1978). Choral Music. W.W. Norton & Co. ISBN 978-0-393-09062-8.
- Wagner, Peter (1911). Einführung in die Gregorianischen Melodien. Ein Handbuch der Choralwissenschaft (на језику: немачки). Leipzig: Breitkopf & Härtel.
- Ward, Justine Bayard (april 1906). „The Reform in Church Music”. The Atlantic Monthly. 97: 455—463. Reprint at MusicaSacra.com website (accessed 20 January 2014).
- Wilson, David (1990). Music of the Middle Ages. Schirmer Books. ISBN 978-0-02-872951-0.
- Hucke, Helmut (јесен 1980). „Toward a New Historical View of Gregorian Chant”. Journal of the American Musicological Society. 33 (3): 437—467. JSTOR 831302. doi:10.2307/831302.
- Noone, Michael J. (Michael John); Skinner, Graeme (2006). „Toledo Cathedral's Collection of Manuscript Plainsong Choirbooks: A Preliminary Report and Checklist”. Notes. 63 (2): 289—328. ISSN 1534-150X. S2CID 191373486. doi:10.1353/not.2006.0157.
- Hoppin, Richard (1978). Medieval Music. W. W. Norton & Company. ISBN 978-0-393-09090-1.